# Eumeta
Eumeta é um gênero de mariposa pertencente à família Acrolophidae.